# 2477 Biryukov
2477 Biryukov је астероид главног астероидног појаса са средњом удаљеношћу од Сунца која износи 2,558 астрономских јединица (АЈ).
Апсолутна магнитуда астероида је 12,4.